# Tihuatlán
Tihuatlán è una municipalità dello stato di Veracruz, nel Messico centrale, il cui capoluogo è la località omonima.
Conta 89.774 abitanti (2010) e ha una estensione di 718,80 km². 	 		
Il nome della località in lingua nahuatl significa luogo delle dee.